# Lomographa distans
Lomographa distans es una especie de polillas de la familia Geometridae. La especie fue descrita por primera vez por el entomólogo inglés William Warren en 1894. El holotipo de la especie fue descrita en los bosques del Monte Heng (Hunan) a 900 metros (2952,8 pies) de altitud.